# Karin Stephan
Karin Stephan (* 18. Dezember 1968 in Mannheim) ist eine ehemalige deutsche Ruderin. Sie war Weltmeisterin im Jahr 2000.
Stephan startete für den Ludwigshafener Ruderverein von 1878. Ihre größten Erfolge waren ein zweiter Platz bei den Weltmeisterschaften 1998 im Leichtgewichts-Doppelzweier (mit Claudia Blasberg) und der Gewinn der Goldmedaille bei den Weltmeisterschaften 2000 im Leichtgewichts-Doppelvierer.
Weitere Platzierungen bei Weltmeisterschaften umfassen:
- einen 4. Platz im Leichtgewichts-Einer bei der WM 1997 in Aiguebelette, Frankreich,
- einen 4. Platz im Leichtgewichts-Doppelvierer bei der WM 1994 in Indianapolis, USA und
- einen 5. Platz im Leichtgewichts-Doppelvierer bei der WM 1993 in Racice, Tschechien

Aktuell ist Stephan als Wettkampfrichterin bei nationalen und internationalen Regatten tätig.

## Privates
Karin Stephan absolvierte 1987 ihr Abitur in Worms am Gauß-Gymnasium Worms. Danach folgte ein Studium der Lebensmitteltechnologie an der Universität Hohenheim. Stephan ist verheiratet und lebt in Mannheim.